# فرودگاه کریچو
فرودگاه کریچو (به انگلیسی: Kericho Airport) یک فرودگاه همگانی، غیرنظامی با کد یاتا KEY است که یک باند فرود آسفالت دارد و طول باند آن ۱۲۳۰ متر است. این فرودگاه در شهر کریچو، کنیا کشور کنیا قرار دارد و در ارتفاع ۲۱۸۴ متری از سطح دریا واقع شده است.